# Bradysia odoriphaga
Bradysia odoriphaga är en tvåvingeart som beskrevs av Yang och Zhang 1985. Bradysia odoriphaga ingår i släktet Bradysia och familjen sorgmyggor. Inga underarter finns listade i Catalogue of Life.